# Final Distance
Final Distance è un brano musicale della cantante giapponese Utada Hikaru, pubblicato come suo ottavo singolo giapponese (il decimo in totale), ed il primo dall'album Deep River. Final Distance è il primo brano per il quale Kazuaki Kiriya, ex marito della cantante, cura la regia del video musicale. Il singolo è arrivato alla seconda posizione della classifica Oricon dei singoli più venduti in Giappone, vendendo 225.860 nella sua prima settimana.

## Tracce
CD singolo
1. Final Distance - 5:40
2. Distance -PLANITb Remix- - 6:15
3. Distance -M-Flo Remix- - 5:56
4. Distance - 5:42
5. Distance -Original Karaoke- - 5:41
6. Final Distance -Instrumental- - 5:37

## Classifiche
| Classifica (2001) | Posizione più alta |
| ----------------- | ------------------ |
| Giappone          | 2                  |